# Entelodon
Entelodon (synonym: Elotherium), är ett utdött släkte av grisliknande däggdjur tillhörande familjen Entelodontidae och ordningen partåiga hovdjur som levde i Eurasien under äldre oligocen för 37,2 — 28,4 miljoner år sedan. Släktet existerade alltså i cirka 8,8 miljoner år.
Entelodon var en typiska medlem av familjen. Den var stor som en ko och hade ett tydligt grisliknande huvud med stora tänder. Okbenet var utformat som en stor knöl som syntes under individens öga. Även underkäken hade minst två par benutskott. Av familjens fyra släkten som var inhemska i Eurasien, var Entelodon en. De andra tre var Eoentelodon (yngre eocen, Kina), Proenteledon (mellersta eocen, Mongoliet) och den gigantiska Paraentelodon (mellersta oligocene, Asien). Entelodon kunder bli 2,1 meter hög, 3 meter lång och vägde runt 1 000 kg.

## Etymologi
Namnet är sammansatt av två grekiska ord enteles, som betyder "komplett" eller "perfekt" och sedan odontos som betyder "tänder", vilket tillsammans blir "kompletta tänder" eller "perfekta tänder".

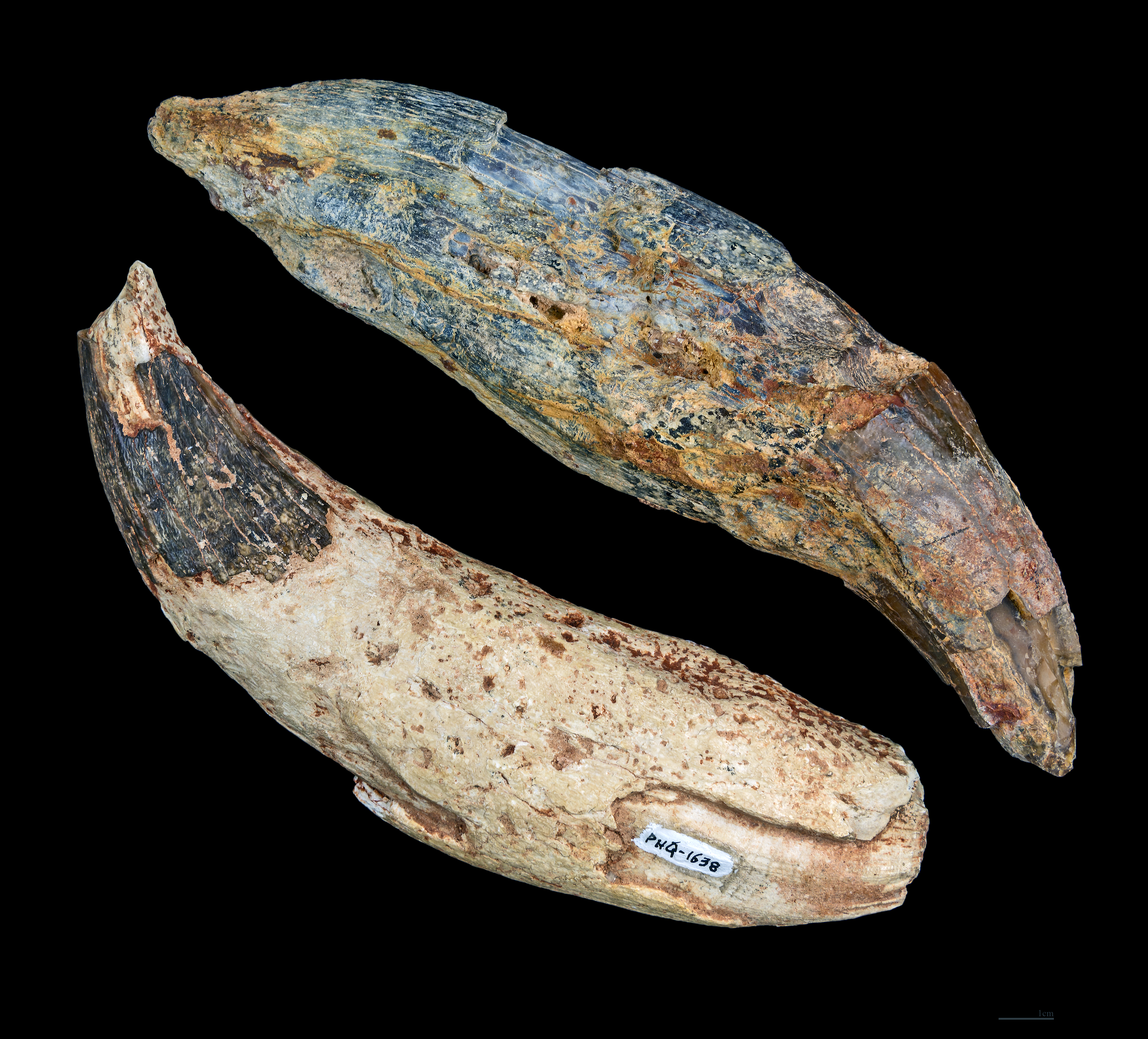
Entelodon magnus
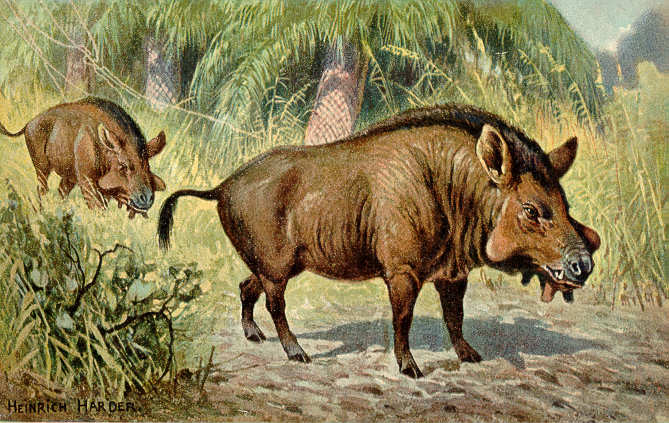
Illustration av Heinrich Harder
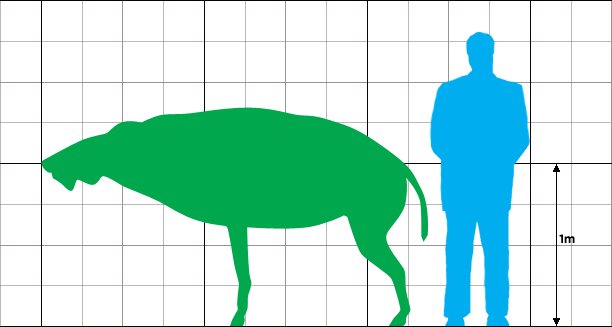
torleksskillnad mellan Entelodon och människa

## Taxonomi
Entelodon beskrevs och namngavs av Aymard (1846). Typarten är Entelodon magnus. Den blev klassificerad som medlem av familjen Entelodontidae av Aymard (1848) och Carroll (1988).

## Entelodon i populär kulturen
Entelodon visades i det tredje avsnittet av tv-serien Odjurens tid av BBC. I programmet kallar berättaren djuren för "entelodonter", istället för dess vetenskapliga namn.